# آل كول
آل كول (بالإنجليزية: Al Cole)‏ مواليد 21 أبريل 1964 في اتلانتيك سيتي، نيوجيرسي، الولايات المتحدة، هو ملاكم أمريكي يصنف ضمن فئة الوزن الثقيل. حقق بطولة الاتحاد الدولي للملاكمة.

## المسيرة الاحترافية
من نزالاته:
- خسر أمام سلطان إبراهيموف بالضربة الفنية القاضية (2005/03/03).
- انتصر على ديفيد إيزونريتي (2003/03/01).
- خسر أمام كيرك جونسون (1999/03/20).
- تعادل مع كيرك جونسون (1998/12/08).

## إحصائيات
خاض خلال مسيرته 54 نزالا، فاز في 35 وتعادل في 6 وخسر في 16. فاز بالضربة القاضية في 16 نزالا.

## روابط خارجية
- آل كول على موقع بوكس ريك (الإنجليزية) (registration required)